# Boardwalk Empire - L'impero del crimine
(Tagline della serie)
Boardwalk Empire - L'impero del crimine (Boardwalk Empire) è una serie televisiva statunitense, creata da Terence Winter, trasmessa dal 19 settembre 2010 al 26 ottobre 2014 sul canale via cavo HBO.
La serie, ambientata ad Atlantic City durante il proibizionismo, trae ispirazione dal saggio Boardwalk Empire: The Birth, High Times, and Corruption of Atlantic City di Nelson Johnson, a sua volta ispirato dalla vita di Enoch L. Johnson, politico e criminale del tempo. La serie combina fatti storici realmente accaduti e finzione.
L'episodio pilota è stato diretto da Martin Scorsese, che ha prodotto la serie assieme a Winter e all'attore Mark Wahlberg.
In Italia, l'episodio pilota è stato presentato fuori concorso al Festival Internazionale del Film di Roma 2010, mentre la serie è stata trasmessa dal 14 gennaio 2011 al 25 febbraio 2015 su Sky Cinema 1 (st. 1-3) e Sky Atlantic (st. 4-5). Viene trasmessa in chiaro dal 18 gennaio 2012 su Rai 4 (st. 1-3 e 5) e Rai Movie (st. 4).
La serie ha vinto 20 Premi Emmy su 57 candidature totali.

## Trama
Atlantic City, 1920. Con l'entrata in vigore del Proibizionismo, Enoch "Nucky" Thompson, in parte boss mafioso e in parte politico corrotto, ordisce un piano per rendere ricco lui e i suoi soci vendendo il liquore divenuto illegale. Nel frattempo, Jimmy Darmody, suo ex-protetto, torna a casa dopo aver combattuto nella Grande Guerra e inizia a frequentare un poco più che ventenne Al Capone.

## Episodi
| Stagione         | Episodi | Prima TV USA | Prima TV Italia |
| ---------------- | ------- | ------------ | --------------- |
| Prima stagione   | 12      | 2010         | 2011            |
| Seconda stagione | 12      | 2011         | 2012            |
| Terza stagione   | 12      | 2012         | 2013            |
| Quarta stagione  | 12      | 2013         | 2014            |
| Quinta stagione  | 8       | 2014         | 2015            |

## Personaggi e interpreti
- Enoch "Nucky" Thompson (stagioni 1-5), interpretato da Steve Buscemi, doppiato da Massimo Lodolo.
- Jimmy Darmody (stagioni 1-2), interpretato da Michael Pitt, doppiato da Stefano Crescentini.
- Margaret Schroeder (stagioni 1-5), interpretata da Kelly Macdonald, doppiata da Francesca Manicone.
- Nelson Van Alden (stagioni 1-5), interpretato da Michael Shannon, doppiato da Fabrizio Pucci.
- Eli Thompson (stagioni 1-5), interpretato da Shea Whigham, doppiato da Massimo Rossi.
- Angela Darmody (stagioni 1-2), interpretata da Aleksa Palladino, doppiata da Laura Lenghi.
- Arnold Rothstein (stagioni 1-4), interpretato da Michael Stuhlbarg, doppiato da Teo Bellia.
- Al Capone (stagioni 1-5), interpretato da Stephen Graham, doppiato da Roberto Stocchi.
- Lucky Luciano (stagioni 1-5), interpretato da Vincent Piazza, doppiato da Davide Marzi.
- Lucy Danziger (stagioni 1-2), interpretata da Paz de la Huerta, doppiata da Rachele Paolelli.
- Chalky White (stagioni 1-5), interpretato da Michael Kenneth Williams, doppiato da Stefano Mondini.
- EddievKessler (stagioni 1-4), interpretato da Anthony Laciura, doppiato da Eugenio Marinelli.
- Mickey Doyle (stagioni 1-5), interpretato da Paul Sparks, doppiato da Gianluca Crisafi.
- Commodore Louis Kaestner (stagioni 1-2), interpretato da Dabney Coleman, doppiato da Dante Biagioni.
- Richard Harrow (guest star stagione 1, stagioni 2-4), interpretato da Jack Huston, doppiato da David Chevalier.
- Gillian Darmody (guest star stagione 1, stagioni 2-5), interpretata da Gretchen Mol, doppiata da Antonella Baldini.
- Owen Sleater (guest star stagione 2, stagione 3), interpretato da Charlie Cox, doppiato da Alessio Cigliano.
- Gyp Rosetti (stagione 3), interpretato da Bobby Cannavale, doppiato da Mario Cordova.
- Roy Phillips (stagione 4), interpretato da Ron Livingston, doppiato da Francesco Prando.
- Dr. Valentin Narcisse (stagioni 4-5), interpretato da Jeffrey Wright, doppiato da Roberto Pedicini.
- Willie Thompson (ricorrente stagione 4, stagione 5), interpretato da Ben Rosenfield, doppiato da Flavio Aquilone.

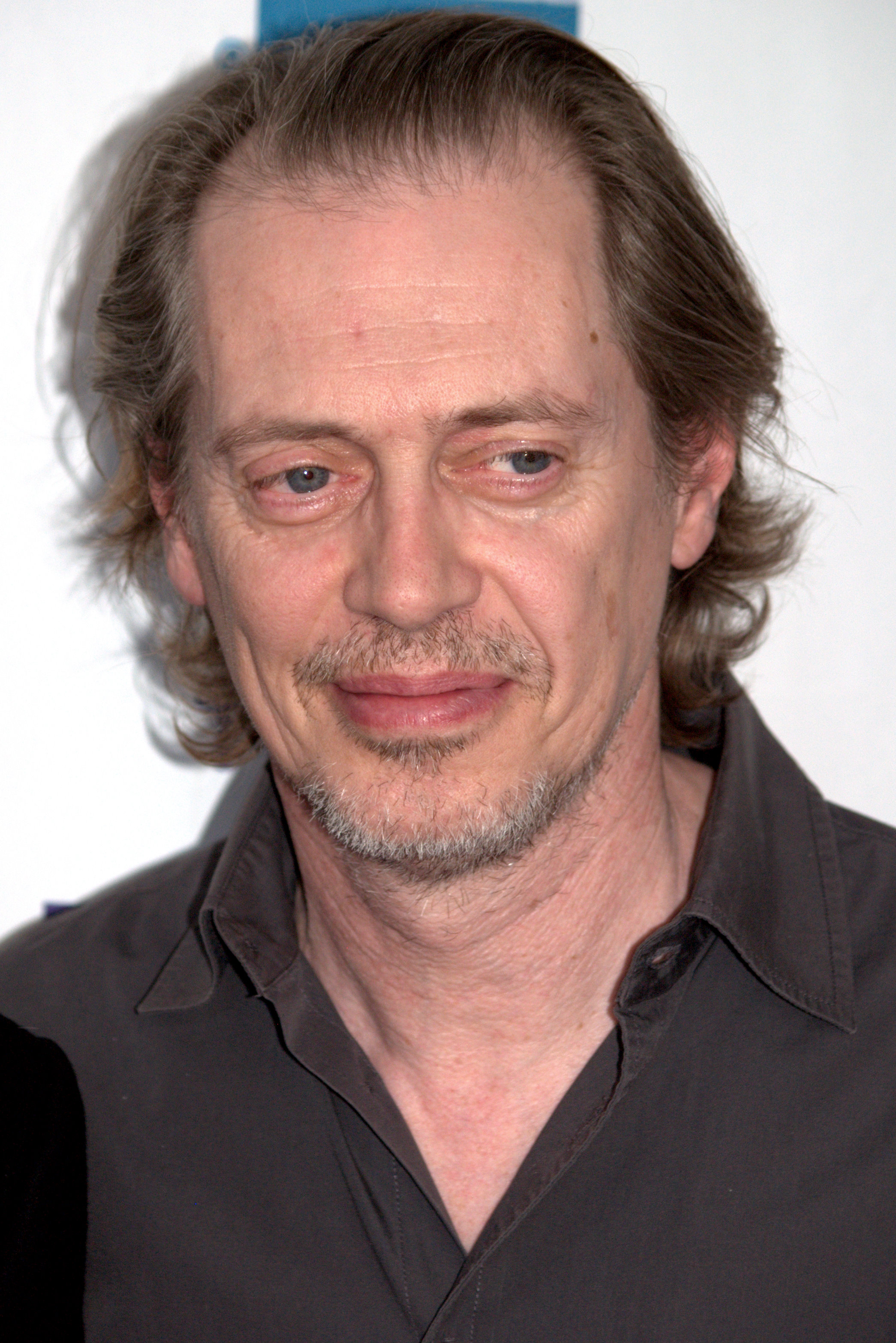
Steve Buscemi interpreta Nucky Thompson
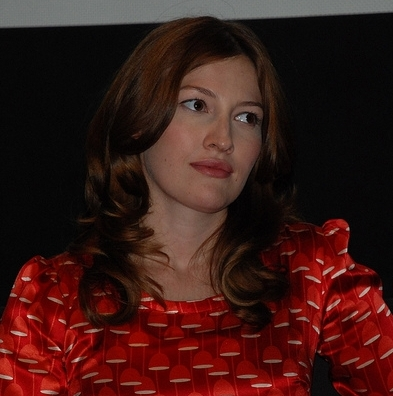
Kelly MacDonald interpreta Margaret Schroeder
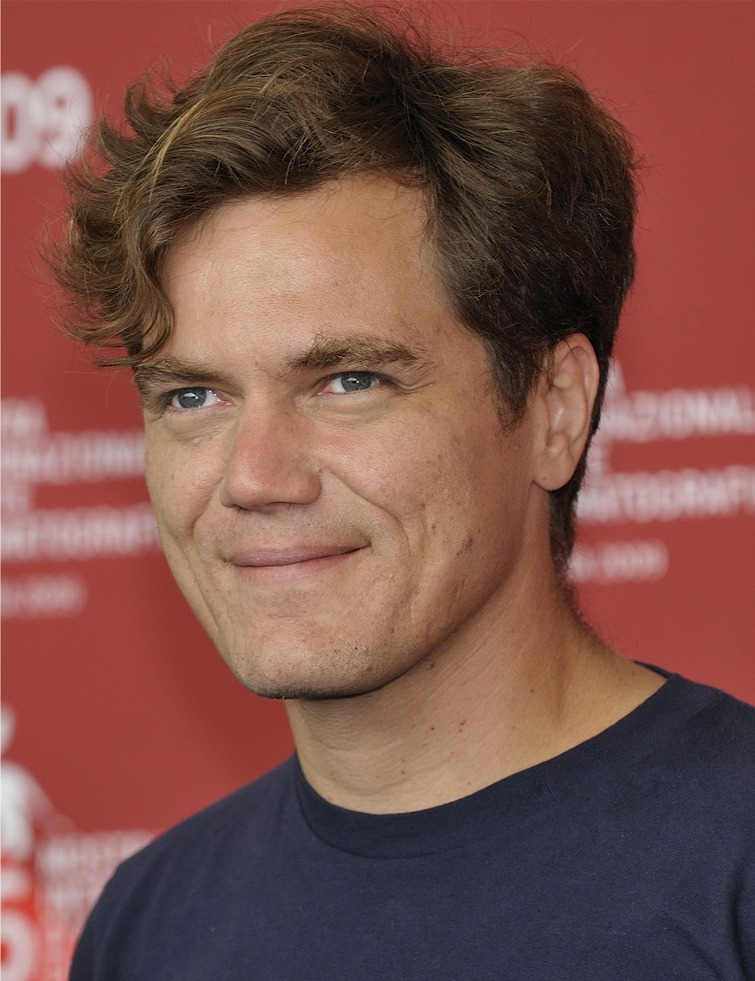
Michael Shannon interpreta Nelson Van Alden
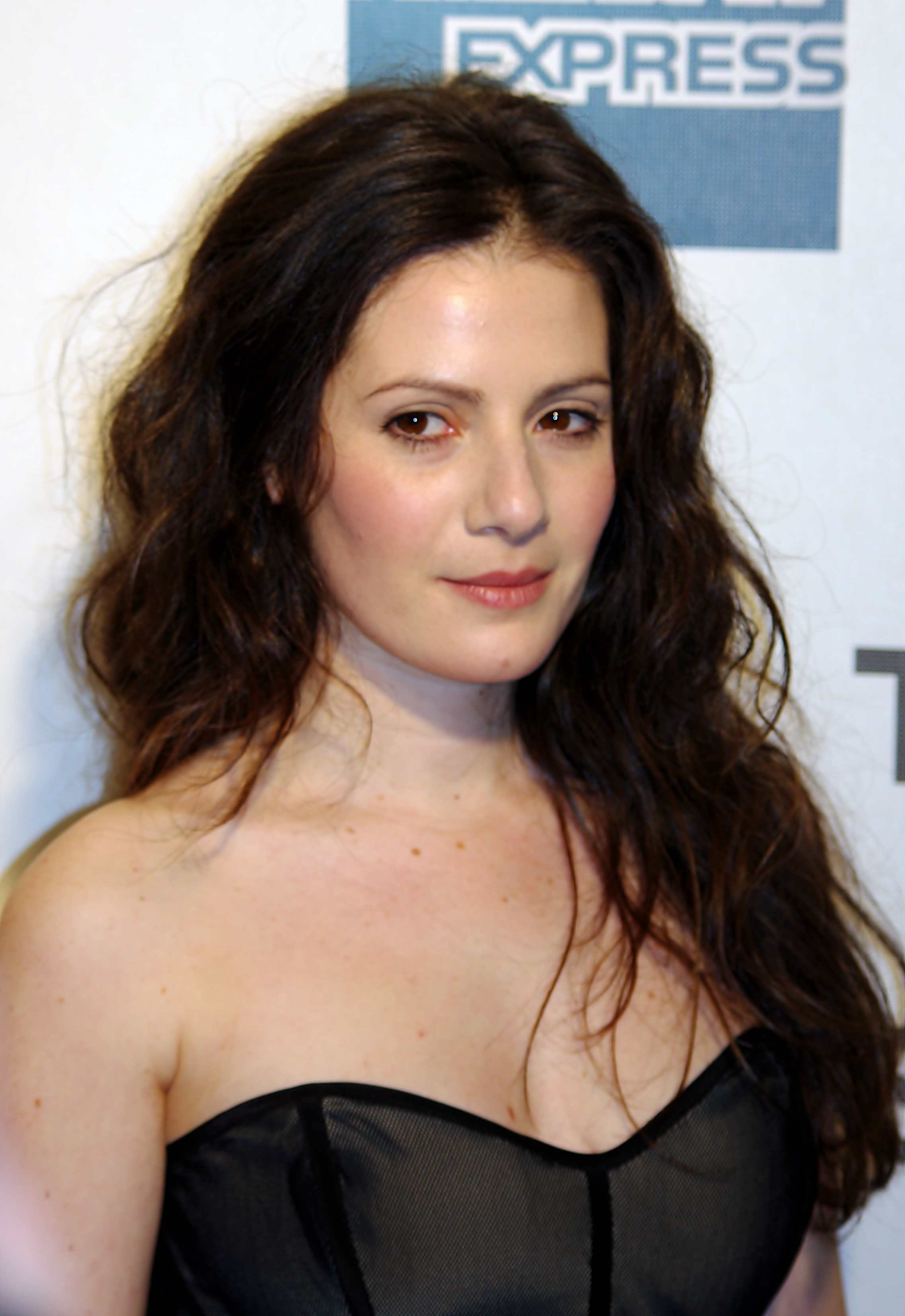
Aleksa Palladino interpreta Angela Darmody
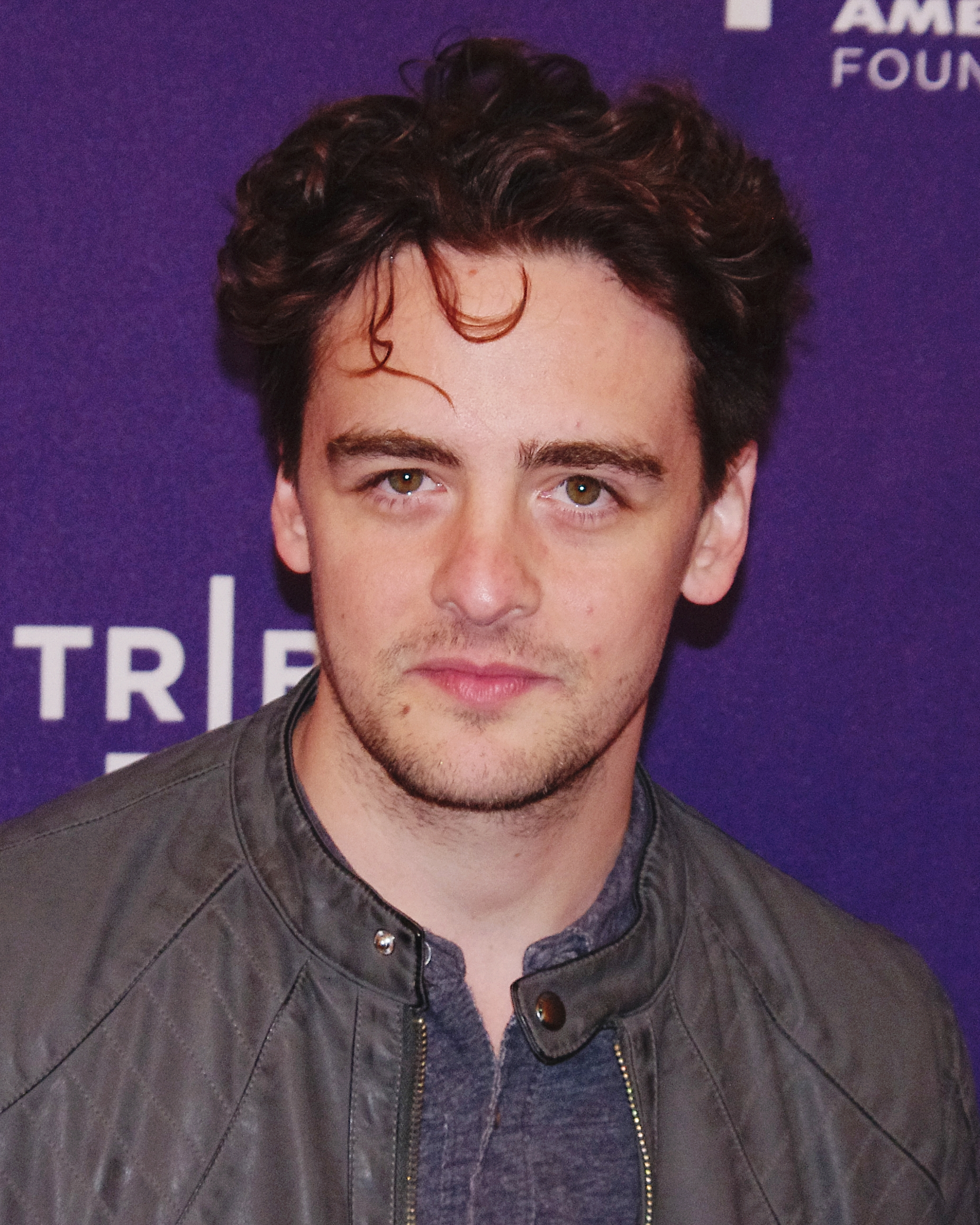
Vincent Piazza interpreta Charles "Lucky" Luciano
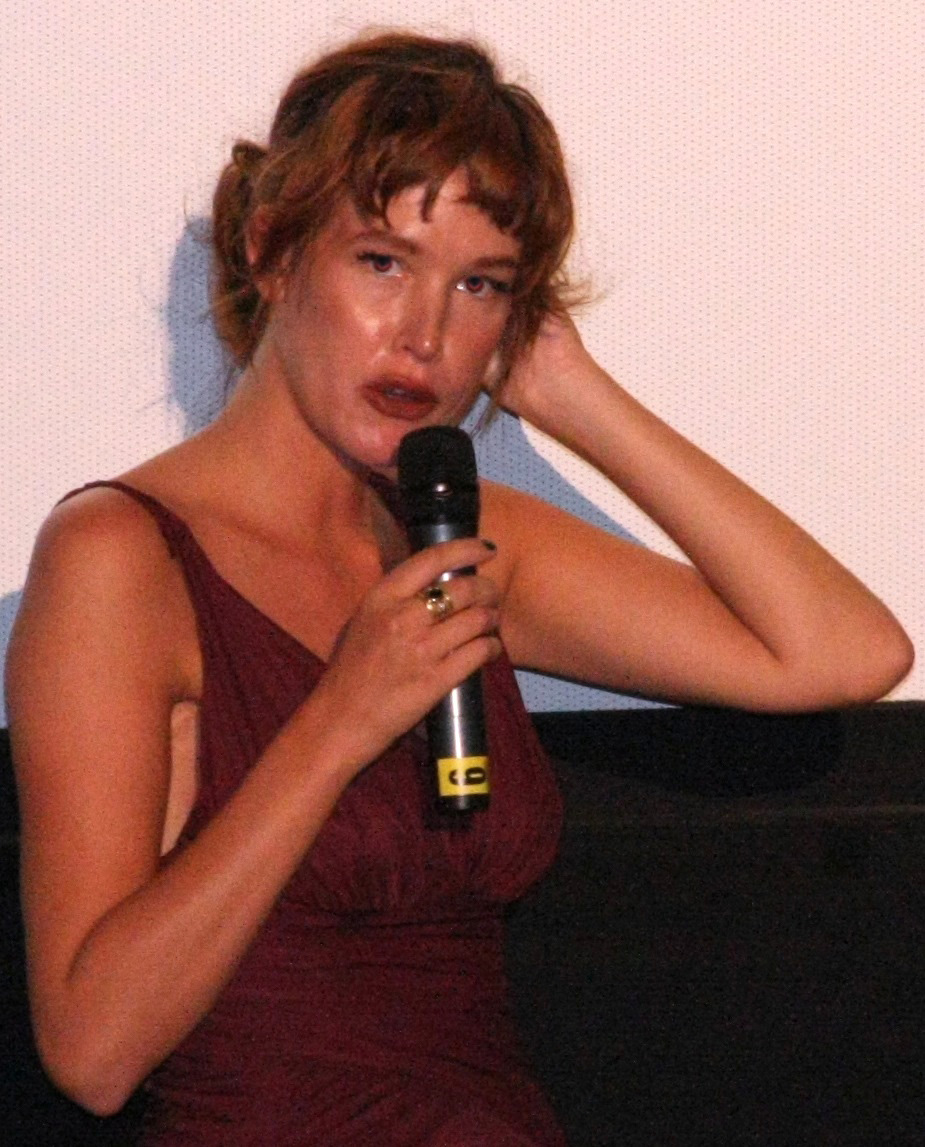
Paz de la Huerta interpreta Lucille "Lucy" Danziger
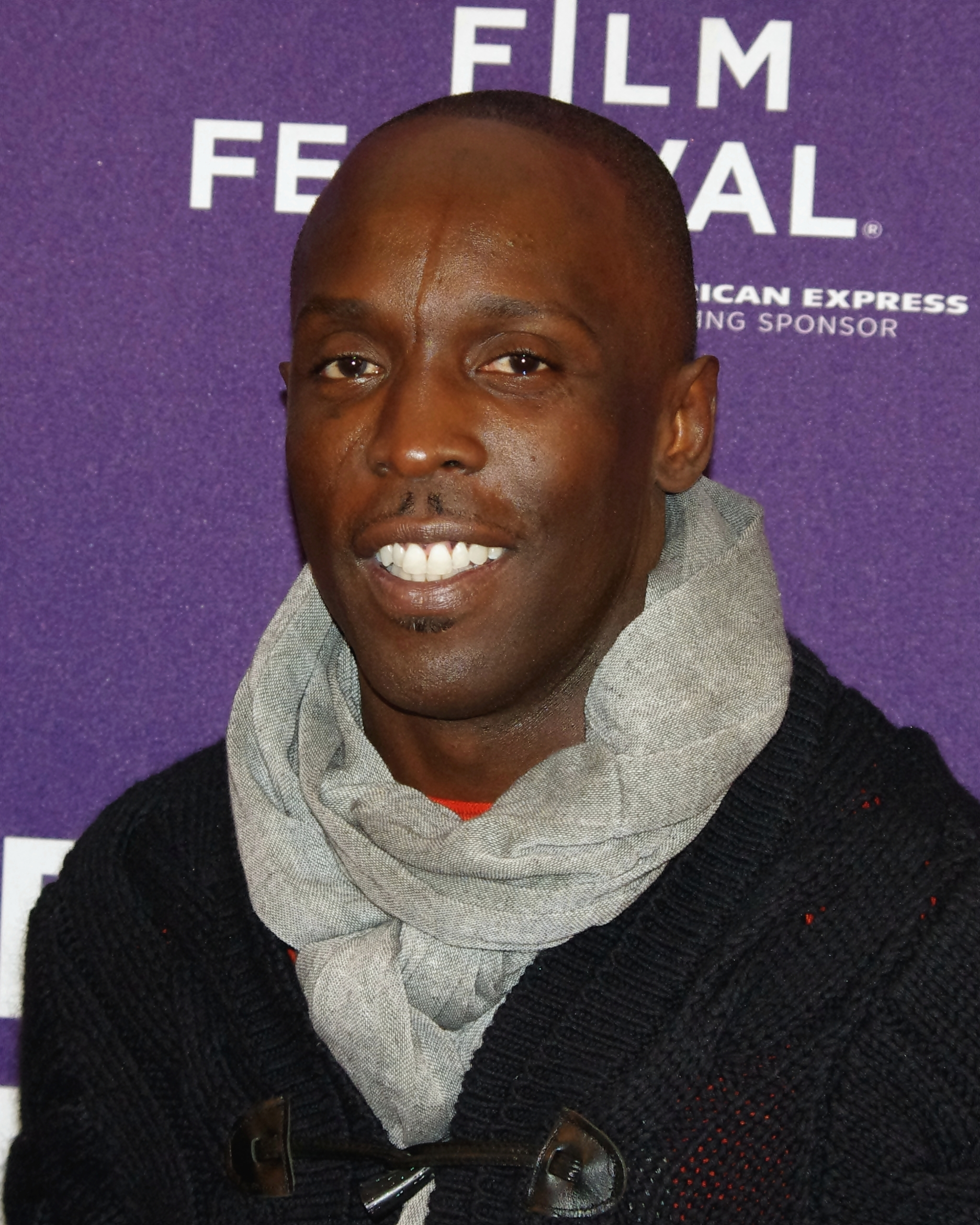
Michael Kenneth Williams interpreta Albert "Chalky" White
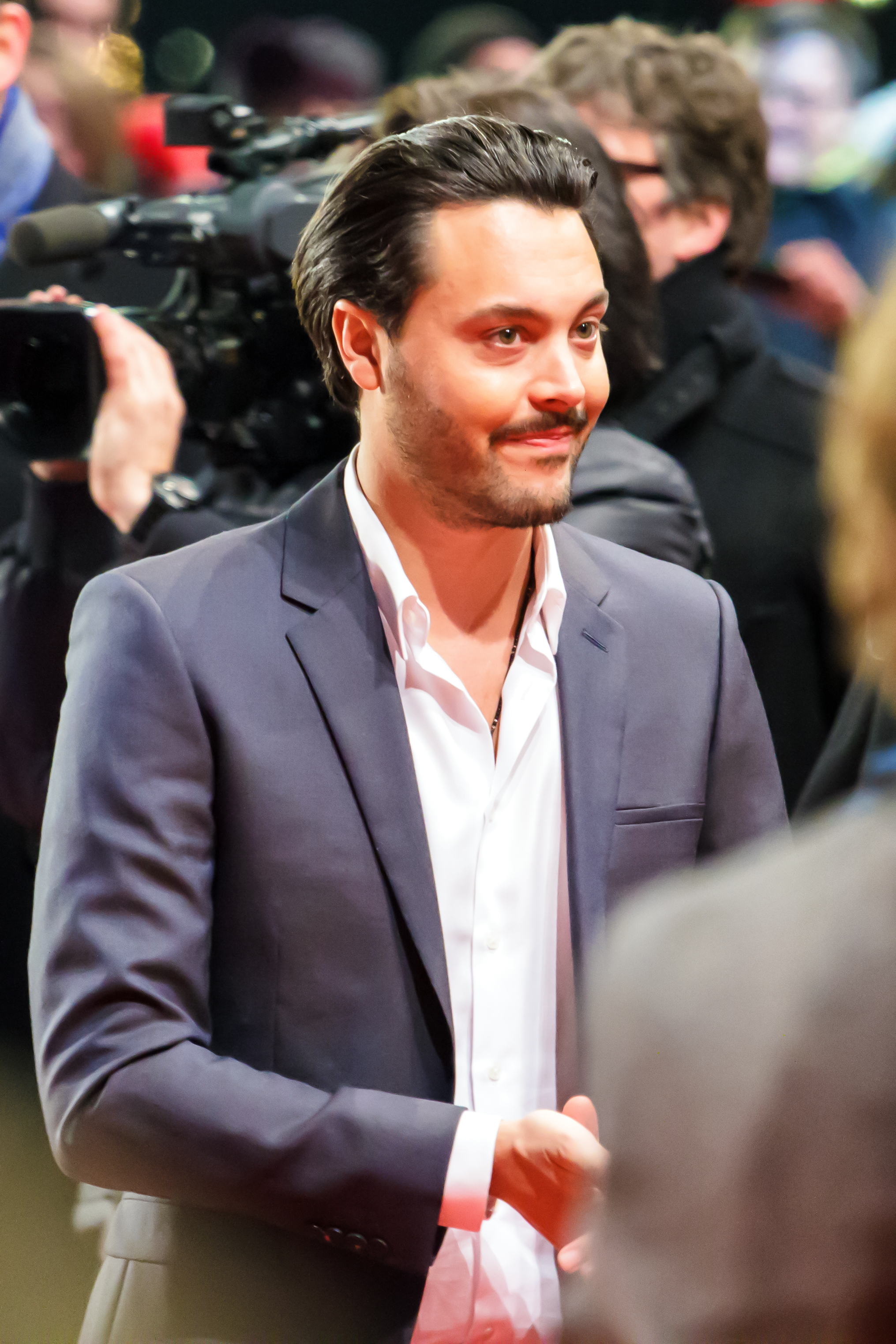
Jack Huston interpreta Richard Harrow
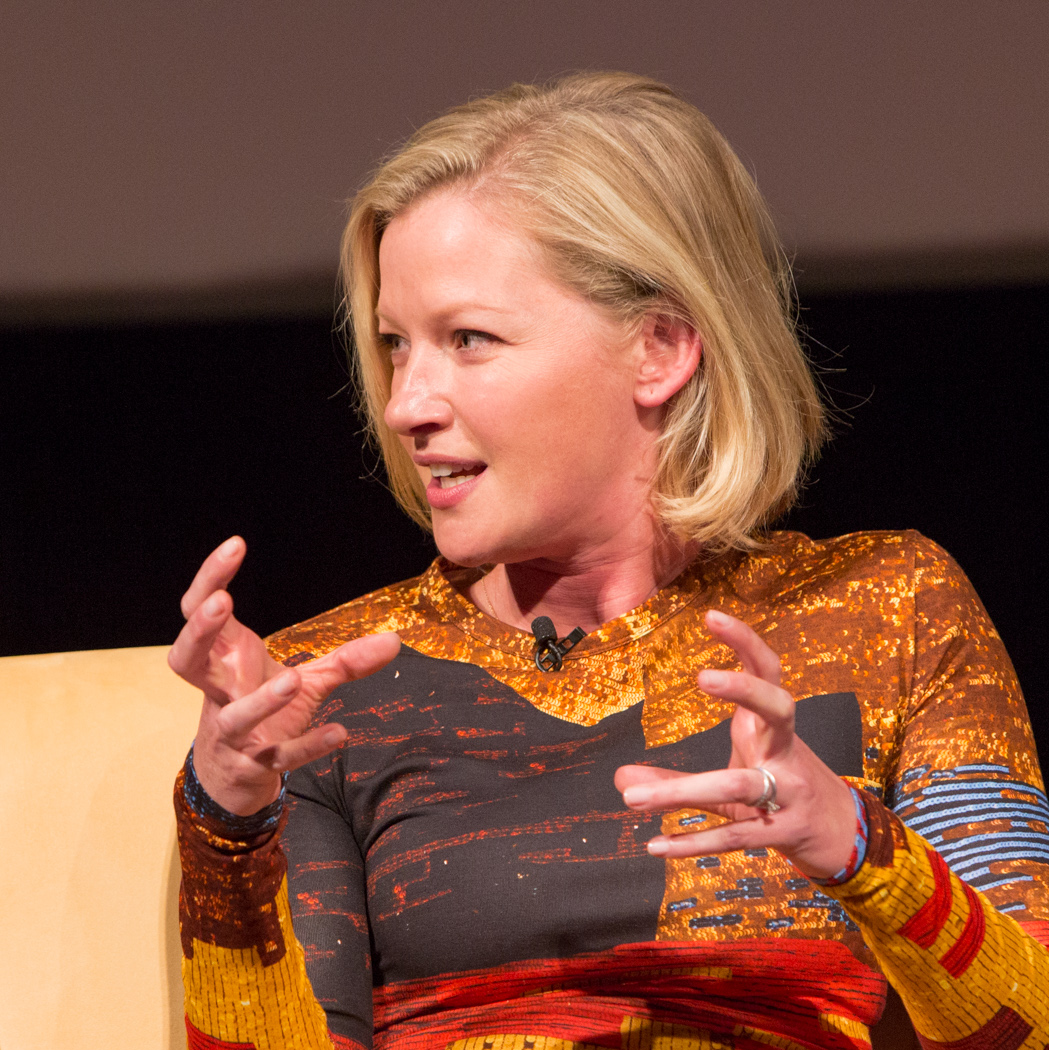
Gretchen Mol interpreta Gillian Darmody
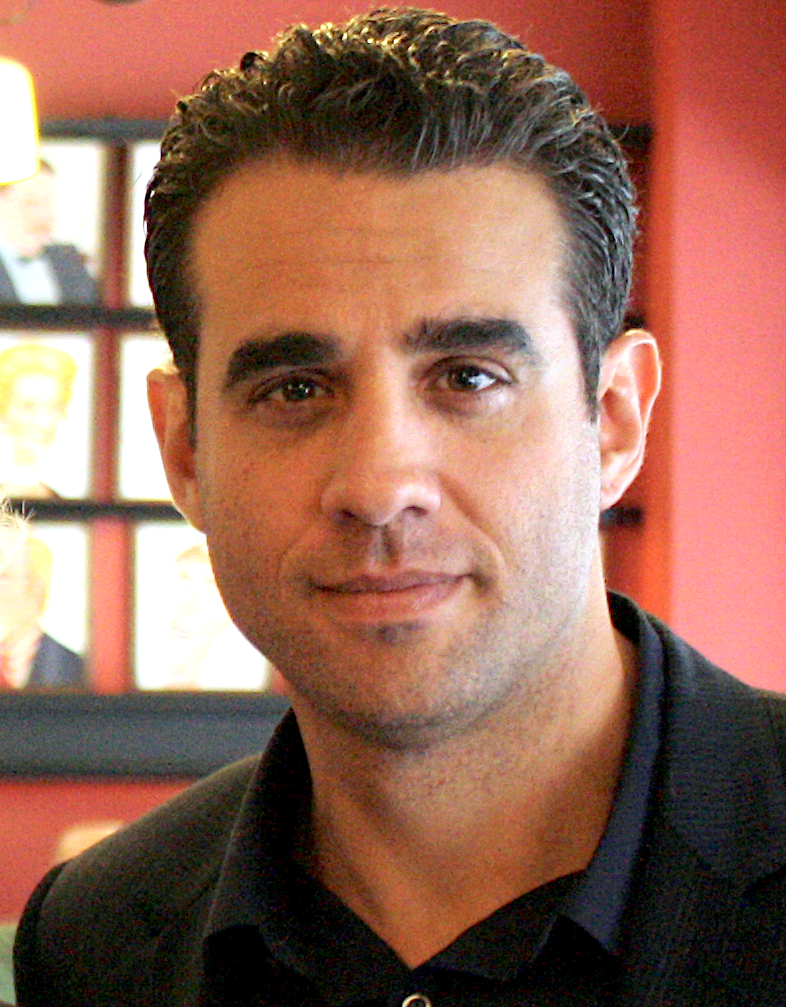
Bobby Cannavale interpreta Giuseppe Colombano "Gyp" Rosetti
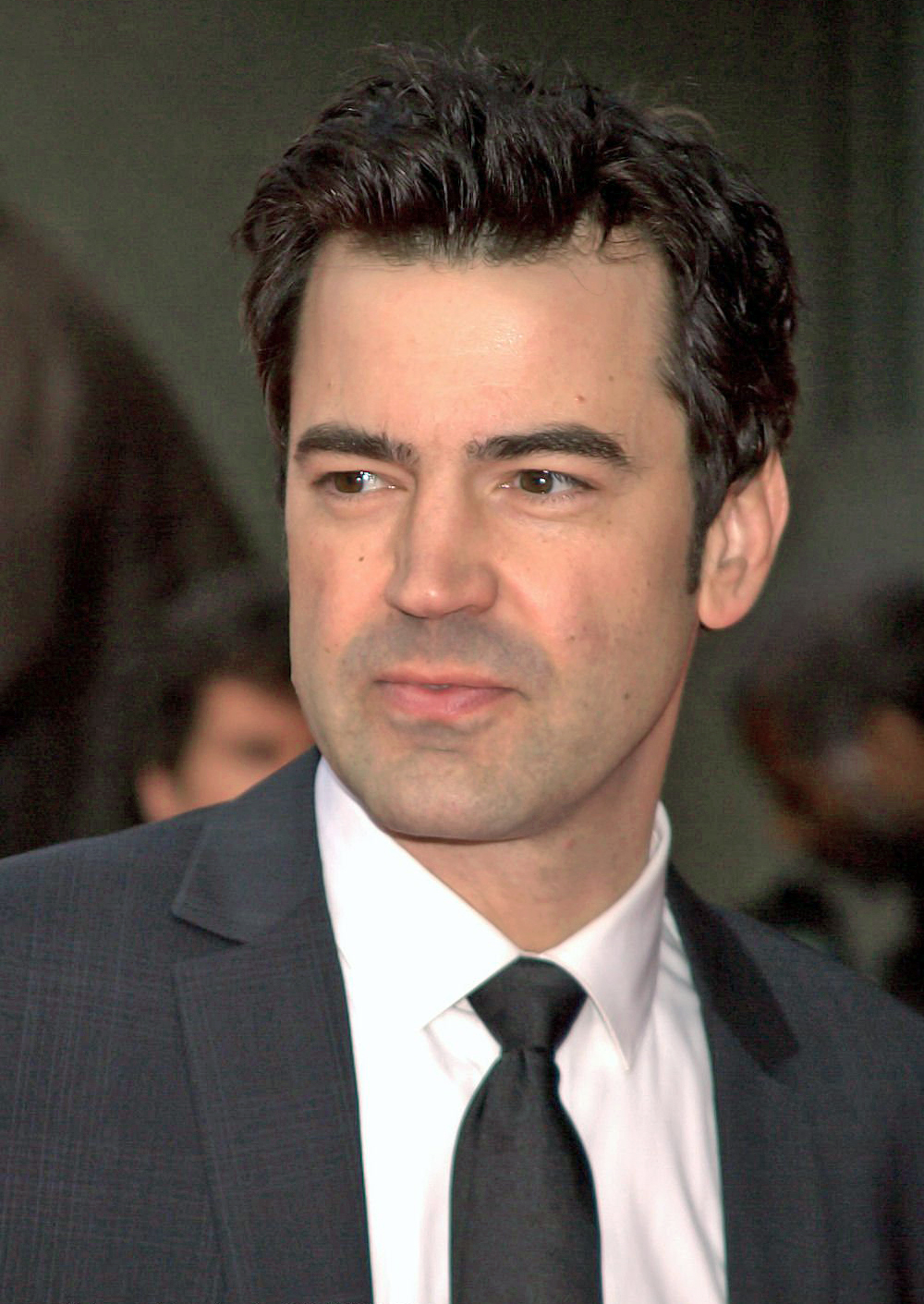
Ron Livingston interpreta Roy Phillips
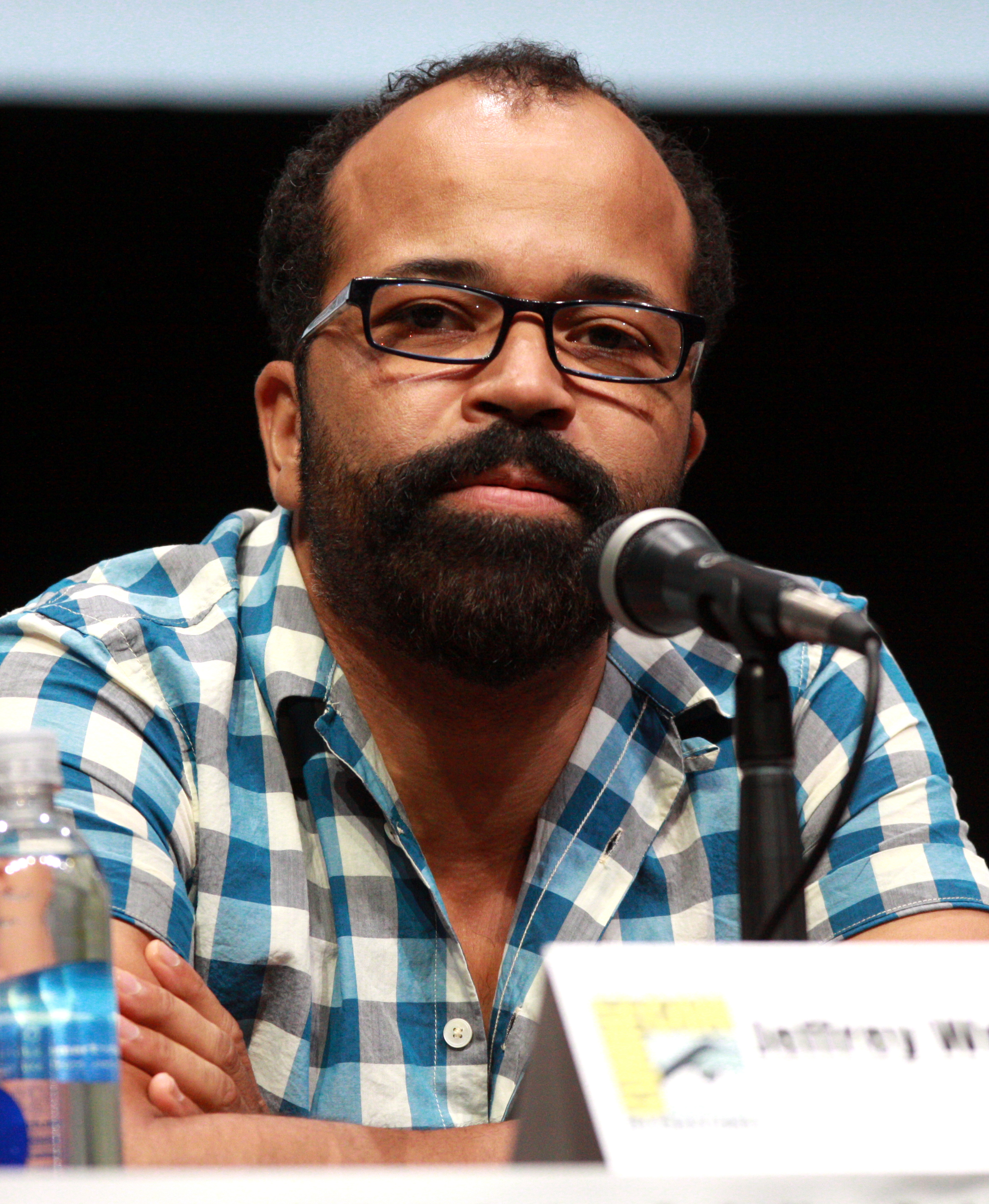
Jeffrey Wright interpreta Valentin Narcisse

## Riconoscimenti vinti
- Premi Emmy 2013

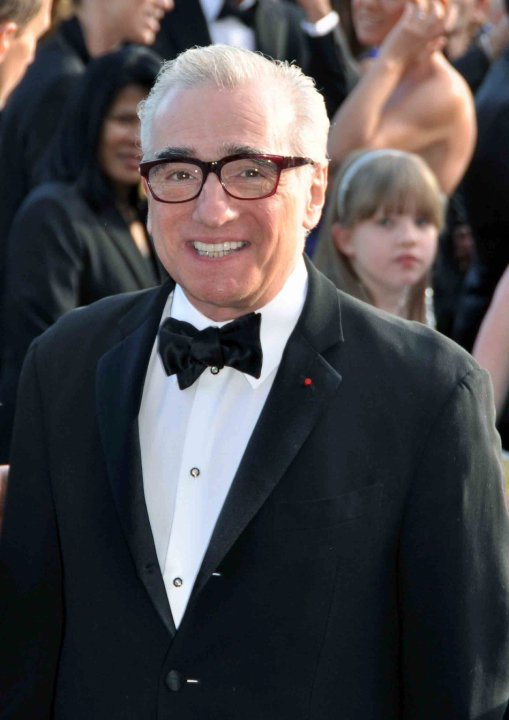
Martin Scorsese, produttore e regista del pilot

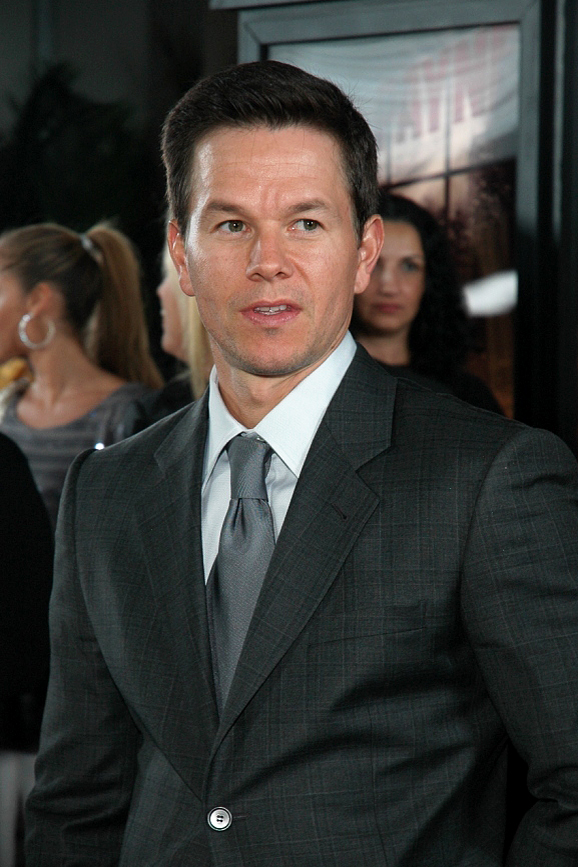
Mark Wahlberg, produttore

  - Miglior attore non protagonista per una serie drammatica - Bobby Cannavale
  - Miglior montaggio audio per una serie tv commedia o drammatica
  - Miglior montaggio audio per una serie tv
  - Miglior parrucco per una serie single-camera
  - Miglior direzione artistica per una serie single-camera
- Premi Emmy 2012
  - Miglior regia per una serie tv drammatica - Tim van Patten
  - Migliori effetti speciali/visivi per un attore non protagonista
  - Miglior fotografia per una serie single-camera
  - Miglior direzione artistica per una serie single-camera
- Golden Globe 2011
  - Miglior serie drammatica
  - Miglior attore in una serie drammatica - Steve Buscemi
- Premi Emmy 2011
  - Miglior regia per una serie tv drammatica - Martin Scorsese
  - Miglior casting per una serie drammatica
  - Miglior direzione artistica per una serie single-camera
  - Migliori effetti speciali/visivi per una serie tv
  - Miglior fotografia per una serie single-camera
  - Miglior makeup per una serie single-camera (non-prostetico)
  - Miglior montaggio audio per una serie tv
  - Miglior montaggio video per una serie drammatica single-camera
- Screen Actors Guild Awards 2011
  - Miglior cast di una serie drammatica:
  - Miglior attore protagonista per una serie drammatica - Steve Buscemi
- Directors Guild of America Award 2011
  - Miglior regia per un episodio di una serie drammatica - Martin Scorsese
- Writers Guild of America Award 2011
  - Miglior nuova serie tv